# La Silhouette sinon l'ombre
Pour plus de détails, voir Fiche technique et Distribution.
La Silhouette sinon l'ombre est un film du Prix Nobel de littérature Gao Xingjian, réalisé en 2003.

## Synopsis
L'Homme marche dans la ville. Bien vite les souvenirs et l'imaginaire, la création à l'état pur prennent le pas et véhiculent une vie inachevée, portée, entre la vie et la mort, par les relations humaines, homme et femme, individu et foule, nostalgie de l'enfance et guerre...
L'artiste solitaire et toujours en quête, à la recherche d'un espace incertain, d'un sens du vide, nous entraîne dans un film excessivement subtil et poétique.

## Fiche technique
- Scénario : Gao Xingjian
- Réalisation : Gao Xingjian, Melka Alain, Darmyn Jean-Louis
- Images : Darmyn Jean-Louis, Melka Alain, Public Television Service Taiwan
- Coproduction : Théâtre Gymnase (Marseille France) / Triangle Méditerranée (Marseille France)
- Producteur délégué : Triangle Méditerranée (Marseille France)

## Distribution
- Gao Xingjian
- Thierry Bosc
- Damien Rémy
- Vanessa Fouquet
- Céline Yang
- Arthur Huy-Tài Lloret
- Lucienne Darmyn
- National Taiwan Junior College.

## Analyse
La Silhouette sinon l'ombre est un film d'un artiste total, Gao Xingjian, Prix Nobel de littérature 2000. À la fois homme de théâtre et peintre, Gao Xingjian met en scène ses œuvres récentes dans une forme de cinéma-poème tout en y englobant le processus de la création artistique.
La Silhouette sinon l'ombre est un film inclassable, ni fiction ni documentaire, mais plutôt une fable de nos jours.
C'est dans le cadre de Marseille 2003, l'Année Gao que le créateur a successivement présenté Le Quêteur de la mort (théâtre), L'Errance de l'oiseau (exposition à l'encre de Chine), La Neige en août (opéra mis en musique par son ami Xu Shuya), avec la participation des acteurs de l'Opéra de Pékin à Taiwan, et que Gao Xingjian et son équipe de Triangle Méditerranée, Darmyn Jean-Louis et Melka Alain, ont réalisé ce film comme un éloge au sens du vide.
À travers La Silhouette sinon l'ombre, Gao Xingjian s'expose et affronte le siècle qui vient de passer.
Le cinéma de Gao Xingjian est sans doute une nouvelle forme de sensibilité, assimilée à tout genre artistique. Il pose un autre regard sur le cinéma d'aujourd'hui.
Avec La Silhouette sinon l'ombre, Gao Xingjian nous fait entrer dans son propre état d'écriture cinématographique, théâtre et opéra, poésie et musique, peinture et photographie, noir et blanc, colorimétrie, qui racontent leur propre histoire et se composent d'un art total.